# Lista celor mai vizionate filme românești
Aceasta este lista celor mai vizionate filme românești întocmită de Uniunea Autorilor și Realizatorilor de Film din România Arhivat în 31 iulie 2012, la Wayback Machine..

## Lista
| Loc | Film                           | Regizor           | Premiera          | Spectatori |
| --- | ------------------------------ | ----------------- | ----------------- | ---------- |
| 1   | Nea Mărin miliardar            | Sergiu Nicolaescu | 5 februarie 1979  | 14.643.840 |
| 2   | Păcală                         | Geo Saizescu      | 11 martie 1974    | 14.633.013 |
| 3   | Mihai Viteazul                 | Sergiu Nicolaescu | 13 februarie 1971 | 13.321.377 |
| 4   | Dacii                          | Sergiu Nicolaescu | 9 februarie 1967  | 13.104.510 |
| 5   | Neamul Șoimăreștilor           | Mircea Drăgan     | 12 aprilie 1965   | 13.046.101 |
| 6   | Tudor                          | Lucian Bratu      | 18 noiembrie 1963 | 11.411.828 |
| 7   | Columna                        | Mircea Drăgan     | 18 noiembrie 1968 | 10.508.376 |
| 8   | Haiducii                       | Dinu Cocea        | 21 aprilie 1966   | 8.850.537  |
| 9   | Șapte băieți și o ștrengăriță  | Petru Popescu     | 26 iunie 1967     | 7.547.339  |
| 10  | Ștefan cel Mare                | Mircea Drăgan     | 6 ianuarie 1975   | 7.372.215  |
| 11  | Nemuritorii                    | Sergiu Nicolaescu | 23 decembrie 1974 | 7.292.165  |
| 12  | Cu mâinile curate              | Sergiu Nicolaescu | 30 octombrie 1972 | 7.162.552  |
| 13  | Profetul, aurul și ardelenii   | Dan Pița          | 12 februarie 1978 | 6.831.053  |
| 14  | Aventuri la Marea Neagră       | Savel Stiopul     | 29 mai 1972       | 6.769.780  |
| 15  | Drumul oaselor                 | Doru Năstase      | 19 mai 1980       | 6.587.320  |
| 16  | Revanșa                        | Sergiu Nicolaescu | 4 septembrie 1978 | 6.359.884  |
| 17  | Un comisar acuză               | Sergiu Nicolaescu | 1 aprilie 1974    | 6.146.991  |
| 18  | Haiducii lui Șaptecai          | Dinu Cocea        | 27 martie 1971    | 6.003.204  |
| 19  | Răzbunarea haiducilor          | Dinu Cocea        | 23 aprilie 1968   | 5.930.612  |
| 20  | Frații Jderi                   | Mircea Drăgan     | 22 aprilie 1974   | 5.917.483  |
| 21  | Secretul lui Bachus            | Geo Saizescu      | 5 martie 1984     | 5.673.747  |
| 22  | B.D. în alertă                 | Mircea Drăgan     | 26 iulie 1971     | 5.649.930  |
| 23  | Pruncul, petrolul și ardelenii | Dan Pița          | 12 ianuarie 1981  | 5.528.358  |
| 24  | Ultimul cartuș                 | Sergiu Nicolaescu | 28 mai 1973       | 5.521.968  |
| 25  | Liceenii                       | Nicolae Corjos    | 27 octombrie 1986 | 5.521.128  |

## Vezi și
- Lista filmelor cu cele mai mari încasări în România